# Johan Wilhelm Sandström
Pour l’article homonyme, voir Sandström.
Johan Wilhelm Sandström (1874 - 1947), un océanographe et météorologue suédois connu pour les résultats de ses expériences à la station de recherche Bornö (en), publiées en 1908, sur la cause des courants marins autour des fjords et sur le rôle des échanges de chaleurs qui sont à l’origine des courants marins en général durant le reste de la vie.

## Biographie
Sandström  est le fils du charpentier Jonas Anton Sandström et de Greta Magdalena Sjögren. Il est allé à l'école élémentaire de Degerfors mais à la mort de son père, sa mère a déménagé la famille à Sundsvall, où il a travaillé dans une scierie tout en recevant l'enseignement d’un tuteur. Ayant ambition de devenir ingénieur, il fut aidé par des bienfaiteurs locaux pour entrer dans une école technique de Stockholm. Bien qu’il n’ait jamais reçu de diplôme officiel, Sandström excella en mathématiques et fréquenta les milieux scientifiques.
Il obtient en 1899 un poste au service météorologique national où il fait la rencontre de Wilhelm Bjerknes, fondateur de l'école de météorologie de Bergen, qui changera sa carrière. Celui-ci est professeur de physique mathématique à Stockholm et travaille à la prévision météorologique en se basant sur une théorie de circulation hydrodynamique généralisée formulée à la fin des années 1890. Bjerknes reçoit une subvention de l'État en 1899 et engage Sandström comme assistant pour l’étude de la relation entre la variation de pression et les systèmes météorologiques. 
Dans une série de publications, Sandström analysa la vitesse de circulation atmosphérique et développa des techniques graphiques de prévision qui le feront connaître. Lorsque la subvention de Bjerknes cessa, il fut engagé comme premier assistant d'Otto Pettersson à la Commission hydrographique et biologique suédoise. Ce dernier était le chef scientifique de la flotte de navires de recherche de la Commission. Sandström reçut également une offre de travail de la part de Fridtjof Nansen à Bergen et collabora au livre « Lehrbuch der cos-mischen Physik» de Svante Arrhenius (1903), où il écrivit un chapitre théorique sur les masses d'air et la météorologie dynamique. 
Grâce à des subventions de la Carnegie Institution de Washington, Bjerknes réengagea Sandström pour un nouveau et ambitieux projet en 1906. L’année suivante, il suivit Bjerknes à Oslo où ils travailléerent sur la physique et les mathématiques du sujet. En 1908, Sandström fut engagé comme  responsable technique à la nouvelle Agence hydrographique à Stockholm malgré son manque de diplôme, grâce à la recommandation de Bjerknes et sur la foi de ses publications.
En 1913, son patron Nils Ekholm et lui argumentèrent souvent sur la valeur des applications météorologiques des travaux de Bjerknes. Cependant, les marins et agriculteurs commencèrent à demander plus d’information météorologique, ce qui régla la question. Il devint alors en 1919 le directeur du nouvel Office météorologique au sein de l’agence.
Durant les années 1920, l’aviation commença à être un client important ce qui amena de nouvelles données et des changements organisationnels. On assista également à l’utilisation accrue des technologies de communication, notamment la télégraphie et la radiodiffusion. L’Agence météorologique et hydrologique de Stockholm dut aussi élargir ses fonctions hydrologiques. Sandström commença à étudier le Gulf Stream, avec Pettersson et Ekholm, et ses influences sur le climat.
En 1929, il dirigea une expédition dans l’océan Arctique financé par l’État et des fondations privées. En plus des expéditions et d’un certain nombre de voyages personnels en bateau dans l'océan Arctique, Sandström se rend plusieurs fois en hiver à Bergen pour rencontrer le professeur Bjerknes pour parler de la théorie des fronts météorologiques et des masses d’air. Ses observations lui ont fourni des données sur le taux de conversion de l'énergie entre l'atmosphère et l'océan, ce qui lui vaudra une reconnaissance internationale.

## Théorème de Sandström

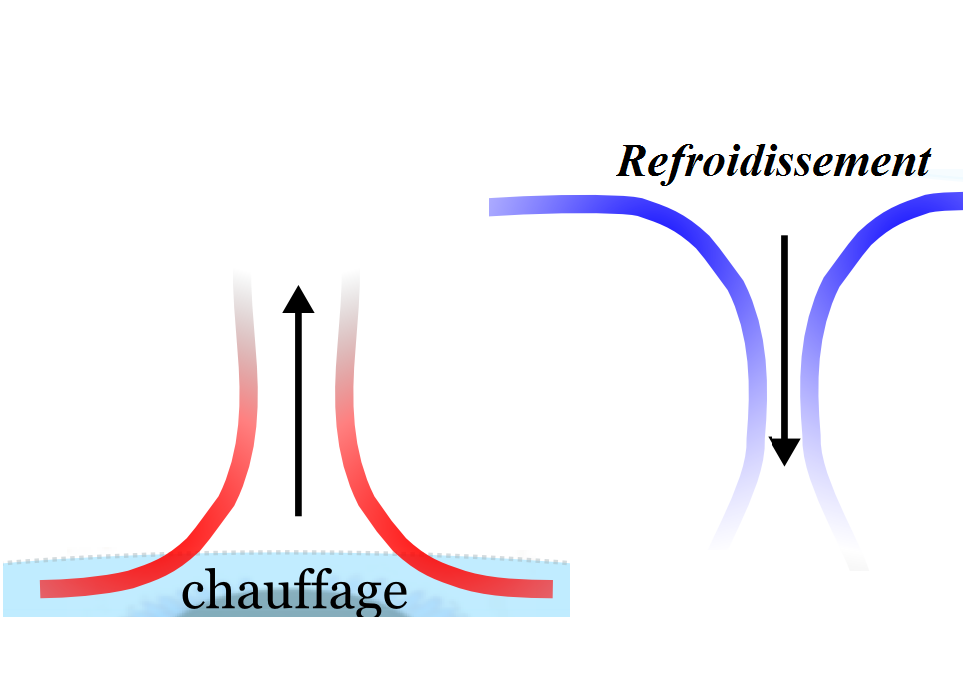
Illustration du théorème de Sandström

Une masse d'eau de température initialement homogène est réchauffée à une certaine profondeur d'un côté et refroidit de l'autre à une profondeur différente. Ceci engendre un phénomène de convection dans chaque zone et une circulation entre les deux zones. Ainsi, l'eau chauffée d'un côté s'élèvera et l'eau froide de l'autre s'enfoncera, le vide laissé dans chaque colonne forçant un mouvement d'une colonne à l'autre, résultant de la thermodynamique classique pour une machine thermique. 
Suivant la profondeur initiale relative des sources de chaleur et de refroidissement, la circulation entre les zones sera faible ou forte. Sandström a prouvé par ses relevés que les courants marins sont le résultat d’un réchauffement (près de l'équateur) à une plus grande profondeur que le refroidissement (près des pôles). C’est ce qui devient le théorème de Sandström qui est valable si l’expansion dans le fluide est causée par son réchauffement et la contraction par le refroidissement.

## Honneurs
En 1925, Sandström fut élu membre de l’Académie royale des sciences de Suède.